# Benjamin Ritchie
Benjamin „Ben“ Ritchie (* 5. September 2000 in Burlington, Vermont) ist ein US-amerikanischer Skirennläufer. Er gehört aktuell dem B-Kader des US-Ski-Teams an und hat seine Stärken in den technischen Disziplinen Slalom und Riesenslalom.

## Biografie
Benjamin Ritchie stammt aus Waitsfield und besuchte die Green Mountain Valley School. Er bestritt im Alter von 15 Jahren in Neuseeland seine ersten FIS-Rennen. Im März 2017 gab er am Mont Ste. Marie sein Debüt im Nor-Am Cup. Nach vereinzelten Top-10-Resultaten erreichte er im Dezember 2018 im Slalom von Panorama seinen ersten Podestplatz. Nur drei Wochen später gelang ihm in Camp Fortune sein erster Sieg. Mit weiteren Topergebnissen reiste er als Mitfavorit zu den Juniorenweltmeisterschaften im Fassatal, wo er ins einer Paradedisziplin hinter Alex Vinatzer die Silbermedaille gewann. In der Saison 2019/20 entschied er mit zwei Saisonsiegen die Disziplinenwertung im Slalom für sich und sicherte sich damit erstmals einen Fixplatz im Weltcup.
Zwei Wochen nach seinem ersten Nor-Am-Sieg gab Ritchie am 20. Januar 2019 im Slalom am Lauberhorn sein Weltcup-Debüt. In der folgenden Saison verzeichnete er elf Starts, verpasste aber stets die Punkteränge. Bei den Juniorenweltmeisterschaften 2021 in Bansko gewann er die Slalom-Goldmedaille. Die ersten Weltcuppunkte holte er am 25. Januar 2022 mit Platz 23 im Slalom von Schladming. Knapp zwei Jahre später gelang ihm als Achtem in Madonna di Campiglio erstmals eine Weltcup-Platzierung unter den besten zehn.

## Erfolge

### Weltmeisterschaften
- Courchevel 2023: 32. Slalom

### Weltcup
- 1 Platzierung unter den besten zehn

### Weltcupwertungen
| Saison  | Gesamt | Gesamt | Slalom | Slalom |
| Saison  | Platz  | Punkte | Platz  | Punkte |
| ------- | ------ | ------ | ------ | ------ |
| 2021/22 | 122.   | 19     | 43.    | 19     |
| 2022/23 | 135.   | 13     | 49.    | 13     |
| 2023/24 | 112.   | 23     | 41.    | 23     |
| 2024/25 | 50.    | 178    | 17.    | 178    |

### Weltmeisterschaften
- Cortina d’Ampezzo 2021: 13. Slalom
- Courchevel 2023: 32. Slalom

### Nor-Am Cup
- Saison 2018/19: 3. Slalomwertung
- Saison 2019/20: 8. Gesamtwertung, 1. Slalomwertung
- Saison 2021/22: 7. Slalomwertung
- 9 Podestplätze, davon 5 Siege:

| Datum             | Ort                   | Land   | Disziplin |
| ----------------- | --------------------- | ------ | --------- |
| 4. Januar 2019    | Camp Fortune          | Kanada | Slalom    |
| 20. Dezember 2019 | Nakiska               | Kanada | Slalom    |
| 8. Januar 2020    | Stowe Mountain Resort | USA    | Slalom    |
| 11. Februar 2022  | Whiteface Mountain    | USA    | Slalom    |
| 28. März 2022     | Sugarloaf             | Kanada | Slalom    |

### Juniorenweltmeisterschaften
- Fassatal 2019: 1. Mannschaftswettbewerb, 2. Slalom
- Bansko 2021: 1. Slalom

### Weitere Erfolge
- 1 Podestplatz im Europacup
- 5 Siege in FIS-Rennen